# JaFu 2
JaFu 2 – mgławica planetarna znajdująca się w konstelacji Skorpiona w odległości około 36,5 tys. lat świetlnych od Ziemi. Została odkryta w 1997 roku przez George’a H. Jacoby’ego i L. Kellara Fulltona.
JaFu 2 jest mgławicą znajdującą się w gromadzie kulistej NGC 6441. Mgławica ta jest jedną spośród zaledwie 4 znanych mgławic planetarnych powiązanych z gromadą kulistą. JaFu 2 znajduje się w odległości 11,4 tys. lat świetlnych od jądra Drogi Mlecznej.